# Guraleus deshayesii
Guraleus deshayesii é uma espécie de gastrópode do gênero Guraleus, pertencente a família Mangeliidae.